# Адажіо (фільм)
Адажіо — італійська кримінальна драма, сценаристом і режисером якої є Стефано Солліма, а в головних ролях — П'єрфранческо Фавіно, Тоні Сервілло та Валеріо Мастандреа. Фільм був відібраний для участі в боротьбі за «Золотого лева» на 80-му Венеційському міжнародному кінофестивалі, де його прем'єра відбулася 2 вересня 2023 року.

## Акторський склад
- П'єрфранческо Фавіно
- Тоні Сервілло
- Валеріо Мастандреа
- Адріано Джанніні
- Франческо Ді Лева

## Виробництво
Зйомки розпочалися 5 вересня 2022 року в Римі. «Адажіо» — фінальна частина трилогії Солліми про римську злочинність, що вийшла після «ACAB — Усі копи — виродки» (2012) та «Субурра» (2015).

## Реліз
Прем'єра фільму відбулася в конкурсній програмі 80-го Венеційського міжнародного кінофестивалю 2 вересня 2023 року.